# Black Friday 1910

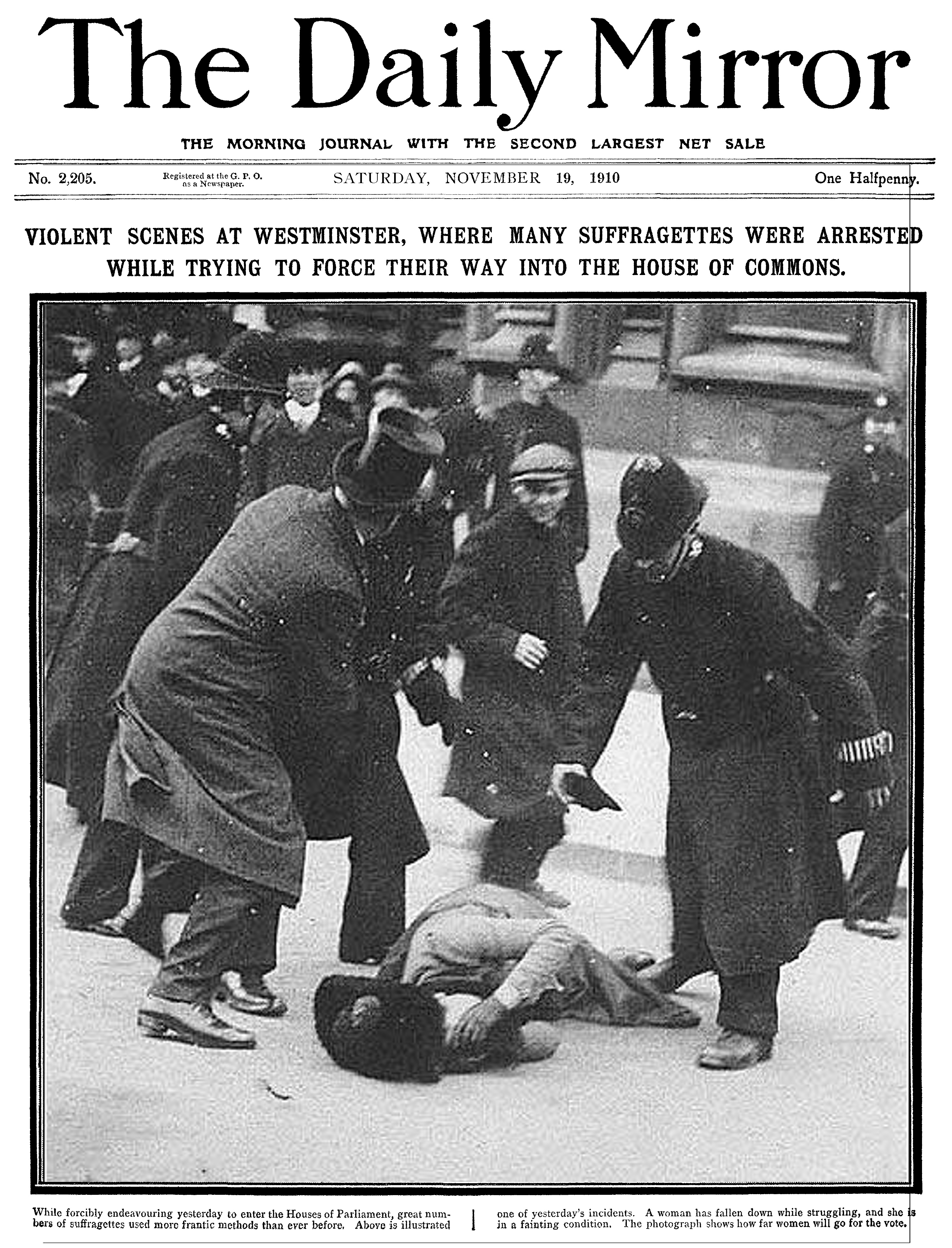
Titulní strana The Daily Mirror reportující o událostech pátku 17. listopadu 1910

Black Friday (či také Černý pátek) 1910 je označení 18. listopadu 1910, kdy proběhla demonstrace sufražetek, během které pochodovalo Londýnem tři sta žen k budově Parlamentu jakožto součást kampaně, která měla zajistit ženám volební právo. Svůj název si tento den vysloužil podle násilí a sexuálního obtěžování, kterého se na demonstrantkách dopustili metropolitní policisté a někteří přihlížející muži.
Během všeobecné volební kampaně v lednu 1910 slíbil předseda vlády a vůdce liberálů H. H. Asquith, že předloží návrh zákona o smírčím jednání, který ženám poskytne volební právo v příštích volbách. Během jeho mandátu byl vytvořen výbor složený z profeministických poslankyň z několika politických stran, který navrhl legislativní změny, které ve výsledku mohly rozšířit řady proaktivních žen o asi milion Britek. Ačkoli poslanci návrh zákona podpořili a prošli jeho prvním a druhým čtením, nakonec mu Asquith odmítl poskytnout další parlamentní čas, takže nebyl přijat. Dne 18. listopadu 1910 namísto toho vyhlásil všeobecné volby (bez možnosti účasti žen) a oznámil plánované rozpuštění parlamentu k datu 28. listopadu. Šlo o reakci na zhroucení vztahů mezi Dolní sněmovnou a Sněmovnou lordů v důsledku neshod ohledně rozpočtu na následující rok.
Sociální a politická unie žen (WSPU, Women's Social and Political Union) považovala tento krok za zradu a zorganizovala protestní pochod z Caxton Hall k parlamentu. Toho se zúčastnilo tři sta žen, které v jeho závěru demonstrovaly šest hodin před budovou parlamentu. Celou dobu akci přihlížely davy mužů, někteří na ženy útočili. Nejednalo se přitom jenom o násilná napadení, často měly útoky sexuální charakter zahrnující nejčastěji osahávání a mačkání prsou. Smírčí výbor vyzpovídal později 135 demonstrantek, téměř všechny popsaly ve své výpovědi násilné činy na ženách a 29 zmiňovalo sexuální napadení. Policie zatkla během demonstrace 4 muže a 115 žen, následující den byla ale všechna obvinění stažena a dotyční (a dotyčné) propuštěni. Dvě sufražetky však později zemřely v důsledku poranění, která při demonstraci utržily. Výzvy k veřejnému vyšetřování odmítl tehdejší ministr vnitra Winston Churchill.
Dne 17. listopadu 2010, tedy ke stému výročí demonstrace, proběhla v Londýně vigilie na počest této akce sufražetek.